# اولگا فومینا
اولگا فومینا (روسی: Ольга Игоревна Фомина؛ IPA: [ˈolʲɡə fəmʲɪˈna]؛ زادهٔ ۱۷ آوریل ۱۹۸۹) بازیکن هندبال زن اهل روسیه است.